# 普拉德霍灣 (阿拉斯加州)
普拉德霍灣（英語：Prudhoe Bay）是位於美國阿拉斯加州北坡自治市鎮的一個非建制地區和人口普查指定地區。根據2010年美國人口普查，該地人口為2174人，而該地的面積約為1445.30平方千米。

## 地理
普拉德霍灣的座標為70°19′32″N 148°42′41″W / 70.32556°N 148.71139°W，而該地的平均海拔高度為9米（即30英尺）。